# Équipe de France de futsal au Championnat d'Europe 2026
À l'Euro 2026, l'équipe de France de futsal FIFA dispute pour la deuxième fois de son histoire une phase finale du Championnat d'Europe, la seconde en trois tournois, ainsi que sa deuxième phase finale de tournoi majeur de suite après la Coupe du monde 2024.

## Contexte
Avant de débuter les Qualifications pour l'Euro 2026 fin 2024, l'équipe de France dispute pour la première fois une phase finale de Coupe du monde en 2024. Surprise de la compétition, les Bleus atteignent les demi-finales et terminent à la quatrième place. À la suite du tournoi, le capitaine français Kevin Ramirez prend sa retraite internationale.
À la tête de la sélection depuis 2021, Raphaël Reynaud poursuit de mener le groupe vers des performances jamais connues et nomme Souheil Mouhoudine, qu'il a fait débuter en U21, comme capitaine.

## Qualifications

### Matchs
| Rang | Équipe   | Pts | J | G | N | P | Bp | Bc | Diff |  | Résultats (▼ dom., ► ext.) |      |     |     |     |
| ---- | -------- | --- | - | - | - | - | -- | -- | ---- |  | -------------------------- | ---- | --- | --- | --- |
| 1    | France   | 16  | 6 | 5 | 1 | 0 | 41 | 9  | +32  |  | France                     |      | 5-2 | 9-4 | 8-0 |
| 2    | Géorgie  | 13  | 6 | 4 | 1 | 1 | 22 | 10 | +12  |  | Géorgie                    | 3-3  |     | 3-1 | 6-1 |
| 3    | Kosovo   | 6   | 6 | 2 | 0 | 4 | 16 | 25 | -9   |  | Kosovo                     | 0-5  | 1-3 |     | 6-2 |
| 4    | Bulgarie | 0   | 6 | 0 | 0 | 6 | 7  | 40 | -33  |  | Bulgarie                   | 0-11 | 1-5 | 3-4 |     |

La France est opposée à la Géorgie, qui écarte les Bleus de l'Euro 2022, la Bulgarie et le Kosovo.
L'équipe de France démarre sa campagne des qualifications mi-décembre par le plus large succès à l'extérieur de l'histoire des Bleus, obtenu en Bulgarie (11-0), 98e nation au classement mondial, notamment grâce à un quadruplé de Nelson Lutin. Les Bleus enchaînent contre un adversaire d'un autre gabarit, la Géorgie (14e nation). Pour sa dernière sortie de l'année 2024, l'équipe de France bat la Géorgie (5-2) et prend la tête du groupe.
| 13 décembre 2024 | Bulgarie | 0 – 11  | France | | |
| 15h30            | | (0 – 3) | 1re 23e Mouhoudine · 3e 22e 24e 32e Lutin · 20e 30e Guirio · 24e Menendez · 37e Benslama · 40e Tchaptchet                                                                    | Arena, Samokov Spectateurs : 250 Arbitrage : Petar Radojcic Arbitres assistants : Nikola Rabrenovic et Srdjan Mihajlovic Chronométreur : Georgi Slavchev | Arena, Samokov Spectateurs : 250 Arbitrage : Petar Radojcic Arbitres assistants : Nikola Rabrenovic et Srdjan Mihajlovic Chronométreur : Georgi Slavchev |
| 15h30            | rapport |         | | Arena, Samokov Spectateurs : 250 Arbitrage : Petar Radojcic Arbitres assistants : Nikola Rabrenovic et Srdjan Mihajlovic Chronométreur : Georgi Slavchev | Arena, Samokov Spectateurs : 250 Arbitrage : Petar Radojcic Arbitres assistants : Nikola Rabrenovic et Srdjan Mihajlovic Chronométreur : Georgi Slavchev |
| 15h30            | Milen Kirov - Dimitar Petev, Veselin Gerenski, Plamen Stoykov, Daniel Dimov . Remplaçants : Veselin Iliev , Pavlin Kuzov, Davor Petrov, Tsevetelin Dobrichov, Aleksandard Asenov, Stanimir Minchev, Ivelin Kuzmanov, Martin Stoykov, Kristiyan Krastev. Sélectionneur : Delyan Koychev | Équipes | Lokoka - Belhaj, Lutin, Mohammed, Mouhoudine . Remplaçants : Marquet , Tchaptchet, Ahssen, Touré, Guirio, Menendez, Bouita, Touré, Benslama. Sélectionneur : Raphaël Reynaud | Arena, Samokov Spectateurs : 250 Arbitrage : Petar Radojcic Arbitres assistants : Nikola Rabrenovic et Srdjan Mihajlovic Chronométreur : Georgi Slavchev | Arena, Samokov Spectateurs : 250 Arbitrage : Petar Radojcic Arbitres assistants : Nikola Rabrenovic et Srdjan Mihajlovic Chronométreur : Georgi Slavchev |

| 17 décembre 2024 | France | 5 – 2   | Géorgie | | |
| 21h15            | Mouhoudine 10e 23e · Guirio 15e · Bouita 25e 28e | (2 – 0) | 31e Ghavtadze · 40e Gabrichidze | Co'met Arena, Orléans Spectateurs : 2 465 Arbitrage : Ruben Antonio Cardoso Santos Arbitres assistants : Mihuel Castilho et Filipe Gonçalo Santos Duarte Chronométreur : Jordan Feltesse | Co'met Arena, Orléans Spectateurs : 2 465 Arbitrage : Ruben Antonio Cardoso Santos Arbitres assistants : Mihuel Castilho et Filipe Gonçalo Santos Duarte Chronométreur : Jordan Feltesse |
| 21h15            | rapport |         | | Co'met Arena, Orléans Spectateurs : 2 465 Arbitrage : Ruben Antonio Cardoso Santos Arbitres assistants : Mihuel Castilho et Filipe Gonçalo Santos Duarte Chronométreur : Jordan Feltesse | Co'met Arena, Orléans Spectateurs : 2 465 Arbitrage : Ruben Antonio Cardoso Santos Arbitres assistants : Mihuel Castilho et Filipe Gonçalo Santos Duarte Chronométreur : Jordan Feltesse |
| 21h15            | Lokoka - Belhaj, Lutin, Mohammed, Mouhoudine . Remplaçants : Garros , M. Touré, Benslama, Bouita, Menendez, Guirio, Ahssen, M. S. Touré, Tchaptchet. Sélectionneur : Raphaël Reynaud | Équipes | Bukia - Chimakadze, Ghavtadze, Kekelia, Todua . Remplaçants : Tkemaladze , Gabrichidze, Bekauri, Kharatishvili, Tophuria, Jvarashvili, Tsiramua, Chumburidze, Sebiskevaradze. Sélectionneur : Avtandil Asatiani. | Co'met Arena, Orléans Spectateurs : 2 465 Arbitrage : Ruben Antonio Cardoso Santos Arbitres assistants : Mihuel Castilho et Filipe Gonçalo Santos Duarte Chronométreur : Jordan Feltesse | Co'met Arena, Orléans Spectateurs : 2 465 Arbitrage : Ruben Antonio Cardoso Santos Arbitres assistants : Mihuel Castilho et Filipe Gonçalo Santos Duarte Chronométreur : Jordan Feltesse |

Fin janvier 2025, les Bleus de futsal deviennent la première équipe de France à affronter le Kosovo sur ses terres, avant de le recevoir à l'Arena Futuroscope de Poitiers quelques jours plus tard.
| 31 janvier 2025 | Kosovo | 0 – 5   | France | | |
| 20h00           | | (0 – 4) | 1re Lutin · 11e 34e Mohammed · 13e Belhaj · 20e Lokoka | Palais des sports et de la jeunesse, Pristina Spectateurs : 1 800 Arbitrage : Arttu Kyynaeraeinen Arbitres assistants : Roosa-Maria Karoliina Tuomi & Paavo Komppa Chronométreur : Rinor Shala | Palais des sports et de la jeunesse, Pristina Spectateurs : 1 800 Arbitrage : Arttu Kyynaeraeinen Arbitres assistants : Roosa-Maria Karoliina Tuomi & Paavo Komppa Chronométreur : Rinor Shala |
| 20h00           | rapport |         | | Palais des sports et de la jeunesse, Pristina Spectateurs : 1 800 Arbitrage : Arttu Kyynaeraeinen Arbitres assistants : Roosa-Maria Karoliina Tuomi & Paavo Komppa Chronométreur : Rinor Shala | Palais des sports et de la jeunesse, Pristina Spectateurs : 1 800 Arbitrage : Arttu Kyynaeraeinen Arbitres assistants : Roosa-Maria Karoliina Tuomi & Paavo Komppa Chronométreur : Rinor Shala |
| 20h00           | Ramadani – Kameri, Kelmendi, Mazreku, Krasniqi. Remplaçants : Alaj , Daka, Diar, Gashi, Maxharraj, Qerimi, Rakovica, Rukovci, Selmanaj . Sélectionneur : Agoni Ramadani. | Équipes | Lokoka – Belhaj, Lutin, Mohammed, Mouhoudine . Remplaçants : Ahssen, Benslama, Bouita, Guirio, Marquet , Tchaptchet, M. Touré, M. S. Touré, Zakehi. Sélectionneur : Raphaël Reynaud. | Palais des sports et de la jeunesse, Pristina Spectateurs : 1 800 Arbitrage : Arttu Kyynaeraeinen Arbitres assistants : Roosa-Maria Karoliina Tuomi & Paavo Komppa Chronométreur : Rinor Shala | Palais des sports et de la jeunesse, Pristina Spectateurs : 1 800 Arbitrage : Arttu Kyynaeraeinen Arbitres assistants : Roosa-Maria Karoliina Tuomi & Paavo Komppa Chronométreur : Rinor Shala |

| 4 février 2025 | France | 9 – 4   | Kosovo | | |
| 20h00          | M. Touré 8e · Guirio 9e · Mouhoudine 11e 22e · Benslama 16e · Zakehi 17e · Luc M'Khamma 20e 38e · M.S.Touré 40e                                                                        | (6 – 3) | 10e Diar · 15e Alaj · 16e 38e Maxharraj | Arena Futuroscope, Poitiers Spectateurs : 3 420 Arbitrage : Lars Van Leeuwen Arbitres assistants : Joern Te Kloeze & Ibrahim El Jilali Chronométreur : Bryan Claude François | Arena Futuroscope, Poitiers Spectateurs : 3 420 Arbitrage : Lars Van Leeuwen Arbitres assistants : Joern Te Kloeze & Ibrahim El Jilali Chronométreur : Bryan Claude François |
| 20h00          | rapport |         | | Arena Futuroscope, Poitiers Spectateurs : 3 420 Arbitrage : Lars Van Leeuwen Arbitres assistants : Joern Te Kloeze & Ibrahim El Jilali Chronométreur : Bryan Claude François | Arena Futuroscope, Poitiers Spectateurs : 3 420 Arbitrage : Lars Van Leeuwen Arbitres assistants : Joern Te Kloeze & Ibrahim El Jilali Chronométreur : Bryan Claude François |
| 20h00          | Marquet – Belhaj, Lutin, Mohammed, Mouhoudine . Remplaçants : Lokoka , Ahssen, Benslama, Bouita, Guirio, Luc M'Khamma, M. Touré, M. S. Touré, Zakehi. Sélectionneur : Raphaël Reynaud. | Équipes | Ramadani – Alaj , Diar, Rukovci, Maxharraj. Remplaçants : Selmanaj , Drenica , Kameri, Daka, Kelmendi, Mazreku, Gashi, Krasniqi, Rakovica. Sélectionneur : Agoni Ramadani. | Arena Futuroscope, Poitiers Spectateurs : 3 420 Arbitrage : Lars Van Leeuwen Arbitres assistants : Joern Te Kloeze & Ibrahim El Jilali Chronométreur : Bryan Claude François | Arena Futuroscope, Poitiers Spectateurs : 3 420 Arbitrage : Lars Van Leeuwen Arbitres assistants : Joern Te Kloeze & Ibrahim El Jilali Chronométreur : Bryan Claude François |

L'équipe de France de futsal bat largement la Bulgarie au match retour à l'Arena Saint-Étienne (8-0) et est quasi assurée de la première place.
Au moment d'affronter la Géorgie pour la dernière journée, à plus de 4 000 kilomètres de Paris, la France compte quinze points et une différence de buts de + 32 qui assurent une avance confortable contre le deuxième géorgien, qui prive les Bleus de l'Euro 2022 en avril 2021. Longtemps menés au score, les Bleus font match nul (3-3) qui leur permet de se qualifier pour l'Euro 2026 en concluant la phase de qualification invaincus.
| 11 avril 2025 | France | 8 – 0   | Bulgarie | | |
| 21h05         | M. S. Touré 5e 17e · Koné 8e 36e · Bendali 13e · M. Touré 32e · Mouhoudine 39e · De Sa Andrade 39e                                                                               | (4 – 0) | | Arena, Saint-Étienne Spectateurs : 3 059 Arbitrage : Grigori Osomkov Arbitres assistants : Viktor Bugenko & Jagnar Jakobson Chronométreur : Maxence Laurent | Arena, Saint-Étienne Spectateurs : 3 059 Arbitrage : Grigori Osomkov Arbitres assistants : Viktor Bugenko & Jagnar Jakobson Chronométreur : Maxence Laurent |
| 21h05         | rapport |         | | Arena, Saint-Étienne Spectateurs : 3 059 Arbitrage : Grigori Osomkov Arbitres assistants : Viktor Bugenko & Jagnar Jakobson Chronométreur : Maxence Laurent | Arena, Saint-Étienne Spectateurs : 3 059 Arbitrage : Grigori Osomkov Arbitres assistants : Viktor Bugenko & Jagnar Jakobson Chronométreur : Maxence Laurent |
| 21h05         | Lokoka – Lutin, Mohammed, Mouhoudine , Bendali. Remplaçants : Ahssen, M'Khamma, Bouita, Guirio, Marquet , Andrade, M. Touré, M. S. Touré, Koné. Sélectionneur : Raphaël Reynaud. | Équipes | Kirov – Minchev, Kuzmanov, Dimov , Petev. Remplaçants : Pavlov , Kamenov, Petkov, Dimitrov, Martinov, Petrov, Danchev, Stoykov, Shalamanov. Sélectionneur : Delyan Koychev. | Arena, Saint-Étienne Spectateurs : 3 059 Arbitrage : Grigori Osomkov Arbitres assistants : Viktor Bugenko & Jagnar Jakobson Chronométreur : Maxence Laurent | Arena, Saint-Étienne Spectateurs : 3 059 Arbitrage : Grigori Osomkov Arbitres assistants : Viktor Bugenko & Jagnar Jakobson Chronométreur : Maxence Laurent |

| 16 avril 2025 | Géorgie | 3 – 3   | France | | |
| 17h00         | Levani Svanidze 5e · Jvarashvili 6e · Sebiskveradze 32e | (2 – 1) | 20e De Sa Andrade · 24e Mohammed · 30e Lutin | Olimpic Palace, Tbilissi Arbitrage : Nikola Jelic Arbitres assistants : Mislav Dzeko & Dino Kramar Chronométreur : Grigol Bliadze | Olimpic Palace, Tbilissi Arbitrage : Nikola Jelic Arbitres assistants : Mislav Dzeko & Dino Kramar Chronométreur : Grigol Bliadze |
| 17h00         | rapport |         | | Olimpic Palace, Tbilissi Arbitrage : Nikola Jelic Arbitres assistants : Mislav Dzeko & Dino Kramar Chronométreur : Grigol Bliadze | Olimpic Palace, Tbilissi Arbitrage : Nikola Jelic Arbitres assistants : Mislav Dzeko & Dino Kramar Chronométreur : Grigol Bliadze |
| 17h00         | Bukia – Chimakadze, Ghavtadze, Kekelia, Todua . Remplaçants : Chumburidze, Gabrichidze, Jvarashvili, Kharatishvili, Sebiskveradze, Svanidze, Tkemaladze , Tkeshelashvili, Tophuria. Sélectionneur : Avtandil Asatiani. | Équipes | Lokoka – Belhaj, Lutin, Mohammed, Mouhoudine . Remplaçants : Ahssen, Bouita, De Sa Andrade, Guirio, Koné, Marquet , Soumaré, M. Touré, Zakehi. Sélectionneur : Raphaël Reynaud. | Olimpic Palace, Tbilissi Arbitrage : Nikola Jelic Arbitres assistants : Mislav Dzeko & Dino Kramar Chronométreur : Grigol Bliadze | Olimpic Palace, Tbilissi Arbitrage : Nikola Jelic Arbitres assistants : Mislav Dzeko & Dino Kramar Chronométreur : Grigol Bliadze |

### Effectif
| Joueurs utilisés lors des qualifications               | Joueurs utilisés lors des qualifications | Joueurs utilisés lors des qualifications | Joueurs utilisés lors des qualifications | Joueurs utilisés lors des qualifications | Joueurs utilisés lors des qualifications | Joueurs utilisés lors des qualifications | Joueurs utilisés lors des qualifications | Joueurs utilisés lors des qualifications | Joueurs utilisés lors des qualifications |
| Nom                                                    |                                          |                                          |                                          |                                          |                                          |                                          | T                                        | r                                        | But inscrit                              |
| ------------------------------------------------------ | ---------------------------------------- | ---------------------------------------- | ---------------------------------------- | ---------------------------------------- | ---------------------------------------- | ---------------------------------------- | ---------------------------------------- | ---------------------------------------- | ---------------------------------------- |
| Mouhoudine                                             | T                                        | T                                        | T                                        | T                                        | T                                        | T                                        | 6                                        | -                                        | 7                                        |
| Lutin                                                  | T x4                                     | T                                        | T                                        | T                                        | T                                        | T                                        | 6                                        | -                                        | 6                                        |
| Mohammed                                               | T                                        | T                                        | T                                        | T                                        | T                                        | T                                        | 6                                        | -                                        | 3                                        |
| Lokoka                                                 | T                                        | T                                        | T                                        | r                                        | T                                        | T                                        | 5                                        | 1                                        | 1                                        |
| Belhaj                                                 | T                                        | T                                        | T                                        | T                                        |                                          | T                                        | 5                                        | -                                        | 1                                        |
| Marquet                                                | r                                        |                                          | r                                        | T                                        | r                                        | r                                        | 1                                        | 4                                        | -                                        |
| Bendali                                                |                                          |                                          |                                          |                                          | T                                        |                                          | 1                                        | -                                        | 1                                        |
| Guirio                                                 | r                                        | r                                        | r                                        | r                                        | r                                        | r                                        | -                                        | 6                                        | 3                                        |
| Touré M. S.                                            | r                                        | r                                        | r                                        | r                                        | r                                        | r                                        | -                                        | 6                                        | 3                                        |
| Bouita                                                 | r                                        | r                                        | r                                        | r                                        | r                                        | r                                        | -                                        | 6                                        | 2                                        |
| Touré M.                                               | r                                        | r                                        | r                                        | r                                        | r                                        | r                                        | -                                        | 6                                        | 2                                        |
| Ahssen                                                 | r                                        | r                                        | r                                        | r                                        | r                                        | r                                        | -                                        | 6                                        | -                                        |
| Benslama                                               | r                                        | r                                        | r                                        | r                                        |                                          |                                          | -                                        | 4                                        | 2                                        |
| Zakehi                                                 |                                          |                                          | r                                        | r                                        |                                          | r                                        | -                                        | 3                                        | 1                                        |
| Tchaptchet                                             | r                                        | r                                        | r                                        |                                          |                                          |                                          | -                                        | 3                                        | 1                                        |
| Menendez                                               | r                                        | r                                        |                                          |                                          |                                          |                                          | -                                        | 2                                        | 1                                        |
| Luc M'Khamma                                           |                                          |                                          |                                          | r                                        | r                                        |                                          | -                                        | 2                                        | 2                                        |
| de Sá Andrade                                          |                                          |                                          |                                          |                                          | r                                        | r                                        | -                                        | 2                                        | 2                                        |
| Koné                                                   |                                          |                                          |                                          |                                          | r                                        | r                                        | -                                        | 2                                        | 2                                        |
| Garros                                                 |                                          | r                                        |                                          |                                          |                                          |                                          | -                                        | 1                                        | -                                        |
| Soumaré                                                |                                          |                                          |                                          |                                          |                                          | r                                        | -                                        | 1                                        | -                                        |
| Légende : T - titulaire, r - remplaçant, - but inscrit |                                          |                                          |                                          |                                          |                                          |                                          |                                          |                                          |                                          |

## Préparation
à venir

## Compétition

### Objectif
À la suite de la qualification, le sélectionneur Raphaël Reynaud : « On confirme notre Coupe du monde. À l'Euro, on ambitionnera de sortir des poules. Il y aura des groupes redoutables, plus relevés qu'au Mondial ».

### Phase de groupe
à venir